# BL Métamorphose
BL Métamorphose (メタモルフォーゼの縁側, Metamorufōze no engawa) est un manga de Kaori Tsurutani, prépublié dans le magazine Comic Newtype entre novembre 2017 et octobre 2020 et publié par l'éditeur Kadokawa Shoten en un total de cinq volumes reliés. La version française est éditée par Ki-oon.
Une adaptation en film live est sortie en juin 2022.

## Synopsis
Alors qu'elle cherche à fuir la chaleur de l'été, Yuki Ichinoi, une vieille dame, se réfugie dans une librairie. Elle vagabonde entre les rayons et repart finalement avec un manga dont elle a apprécié la couverture. Une fois rentrée chez elle, elle se lance dans la lecture du livre et se rend compte qu'il s'agit d'une histoire d'amour entre deux garçons, un boy's love. Elle tombe sous le charme de cette romance et ne tarde pas à acheter le deuxième volume pour le dévorer.
Pressée de connaître la suite du récit, elle retourne dans la boutique demander le tome suivant auprès d'une des libraires, Urara. Cette dernière, une adolescente réservée et fine connaisseuse du genre, finit par la conseiller.
Sur le terreau de cette passion commune, une amitié naît peu à peu entre les deux femmes. Ce rapprochement leur permettra de s'ouvrir et d'affronter avec plus de sérénité les transitions liées à leurs âges.

## Personnages
Yuki Ichinoi : professeure de calligraphie de 75 ans. Depuis la mort de son mari, deux ans auparavant, cette dame connaît une vie monotone entre ses cours et ses grilles de mots croisés. La découverte du manga Je serai ton ange gardien et sa rencontre avec Urara lui permet de s'échapper de sa routine. Attentionnée et curieuse quoique discrète, Mme Ichinoi découvre vite le monde du yaoi, entre séries à succès, doujinshis et salons du livre spécialisés. Sa fille habite aux États-Unis.
Urara : lycéenne timide, rêveuse, solitaire et mal dans sa peau, elle est férue de yaoi, mais garde cette passion secrète. Elle s'interroge beaucoup sur son avenir après le lycée, entre les attentes de sa famille et son amour du manga. Grâce à sa nouvelle amie, elle brise petit à petit sa carapace et apprend à communiquer ses émotions. Yuki la pousse aussi à écrire son propre manga.
Yu Komeda : autrice du manga yaoi Je serai ton ange gardien, l'écriture de la fin de sa série lui pose problème.
Tsumu : ami d'enfance d'Urara et petit ami d'Eri.
Eri : petite amie de Tsumu et camarade de classe d'Urara. Elle souhaite faire ses études à l'étranger à la suite du lycée.

## Manga
BL Métamorphose est scénarisé et dessiné par Kaori Tsurutani. L'autrice, amatrice de boys' love, souhaitait raconter une histoire associée à cet univers. Incluant un personnage âgé sur une suggestion de son éditeur, elle s'inspire alors de sa relation avec sa propre grand-mère afin d'imaginer la rencontre entre Yuki et Urara.
La série est prépubliée sur le site internet du magazine Comic Newtype entre le 17 novembre 2017 et le 9 octobre 2020,. La série est publiée par Kadokawa Shoten en un total de cinq volumes reliés sortis entre le 8 mai 2018 et le 9 janvier 2021.
La version française est publiée par Ki-oon en un total de cinq volumes sortis entre le 6 juin 2019 et le 15 avril 2021. Seven Seas Entertainment annonce avoir obtenu les droits de la série à l'Anime Expo 2019 pour une sortie en version anglaise en Amérique du Nord,.

### Liste des volumes
| no | Japonais        | Japonais          | Français         | Français          |
| no | Date de sortie  | ISBN              | Date de sortie   | ISBN              |
| -- | --------------- | ----------------- | ---------------- | ----------------- |
| 1  | 8 mai 2018      | 978-4-0410-6830-4 | 6 juin 2019      | 979-10-327-0478-3 |
| 2  | 8 novembre 2018 | 978-4-0410-7350-6 | 5 septembre 2019 | 979-10-327-0484-4 |
| 3  | 8 juin 2019     | 978-4-0410-8224-9 | 23 janvier 2020  | 979-10-327-0572-8 |
| 4  | 10 mars 2020    | 978-4-0410-8841-8 | 18 juin 2020     | 979-10-327-0609-1 |
| 5  | 9 janvier 2021  | 978-4-0411-0813-0 | 15 avril 2021    | 979-10-327-0665-7 |

## Réception
BL Métamorphose apparaît à la 42e place du top 50 des meilleurs mangas de 2018 du magazine Da Vinci. La série est classée 1re dans la catégorie féminine du Kono Manga ga sugoi! et 1er du classement des meilleurs mangas du Kono Manga o yome!,.
Publishers Weekly loue la qualité artistique de la série au « rythme tranquille », la comparant à Princess Jellyfish pour sa représentation de la sous-culture japonaise au travers d'un regard féminin. Rebecca Silverman d'Anime News Network recommande également la série, la décrivant comme une « belle histoire d'amitié » basée sur un centre d'intérêt commun.

### Distinctions
En 2019, la série reçoit le Prix d'encouragement du Japan Media Arts Festival.
La série est nommée pour le Grand prix du manga en 2019 et 2021.

## Adaptation cinématographique
Une adaptation en film à prise de vue réelle est annoncée en janvier 2021. Réalisé par Shunsuke Kariyama sur un scénario de Yoshikazu Okada et une production de Hidehiro Kawano, Yutaka Tanito et Hiroko Ōgura, le film est sorti le 17 juin 2022 au Japon.

### Distribution
- Mana Ashida : Urara Sayama
- Kotone Furukawa : Yu Komeda
- Tomoko Ikuta : Hanae
- Taeko Ito : Mika Sayama
- Asumi Kikuchi : Chimaki
- Ken Mitsuishi : Numada
- Nobuko Miyamoto : Yuki Ichinoi
- Yuki Shioya : Eri Hashimoto
- Kyôhei Takahashi : Tsumugu Kawamura